# الأحباس
الأحباس جمع حبس، و"الحبس" خشبة أو حجارة تبنى في مجرى الماء لتحبسه، ليتمكن القوم من الشرب وسقي أموالهم، وقيل إنه ما يُسد به مجرى الوادي، وفي الشرع: كل ما أوقفه صاحبه وقفا مؤبدا، لا يباع ولا يوهب ولا يورث، من نخل أو كرم أو غيرها، كأرض، أو مستغل يحبس أصله وتسبل غلته لما أوقف له.

## شروط الحبس
يشترط لصحة الحبس أن يكون المحبوس مملوكا للحابس حين وقفه ملكا تاما، ولا يصح وقف مالا فائدة فيه، ومالا يدوم الانتفاع به، كالطعام والشراب، ويجوز وقف ما جرت العادة بوقفه، كالكتب والأسلحة، والحلي، والألبسة، والمصاحف، والدفاتر، والعقارات المنقولة وغير منقولة مثل: الأراضي، والدور، والأبار، والمساجد، والمقابر، وغيرها.

## حكم الحبس
الحبس من الأعمال المندوبة التي حث عليها الإسلام، لما لها من منفعة للمسلمين، يقول النبي ﷺ:( من احتبس فرسا في سبيل الله، إيمانا بالله، وتصديقا بوعده، فإن شبعه وريه وبوله في ميزانه يوم القيامة).

## بداية ظهور الأحباس
بدأ ظهور الأحباس في الإسلام بعد غزوة أحد عندما حبس النبي ﷺ أموال مخيريق، وسار الصحابة على هذا النهج، فأحبس عمر بن الخطاب أرضا له على الفقراء وابن السبيل، والغزاة في سبيل الله، وكان هذا الحبس في حياة النبي ﷺ.

## نماذج من الأحباس
- الأحباس الخيرية.
- الأحباس الأسرية.
- الأحباس المتحولة من أسرية إلى خيرية.
- الأحباس غير المحدد الجهة المستفيدة.[1]